# Área estadística combinada

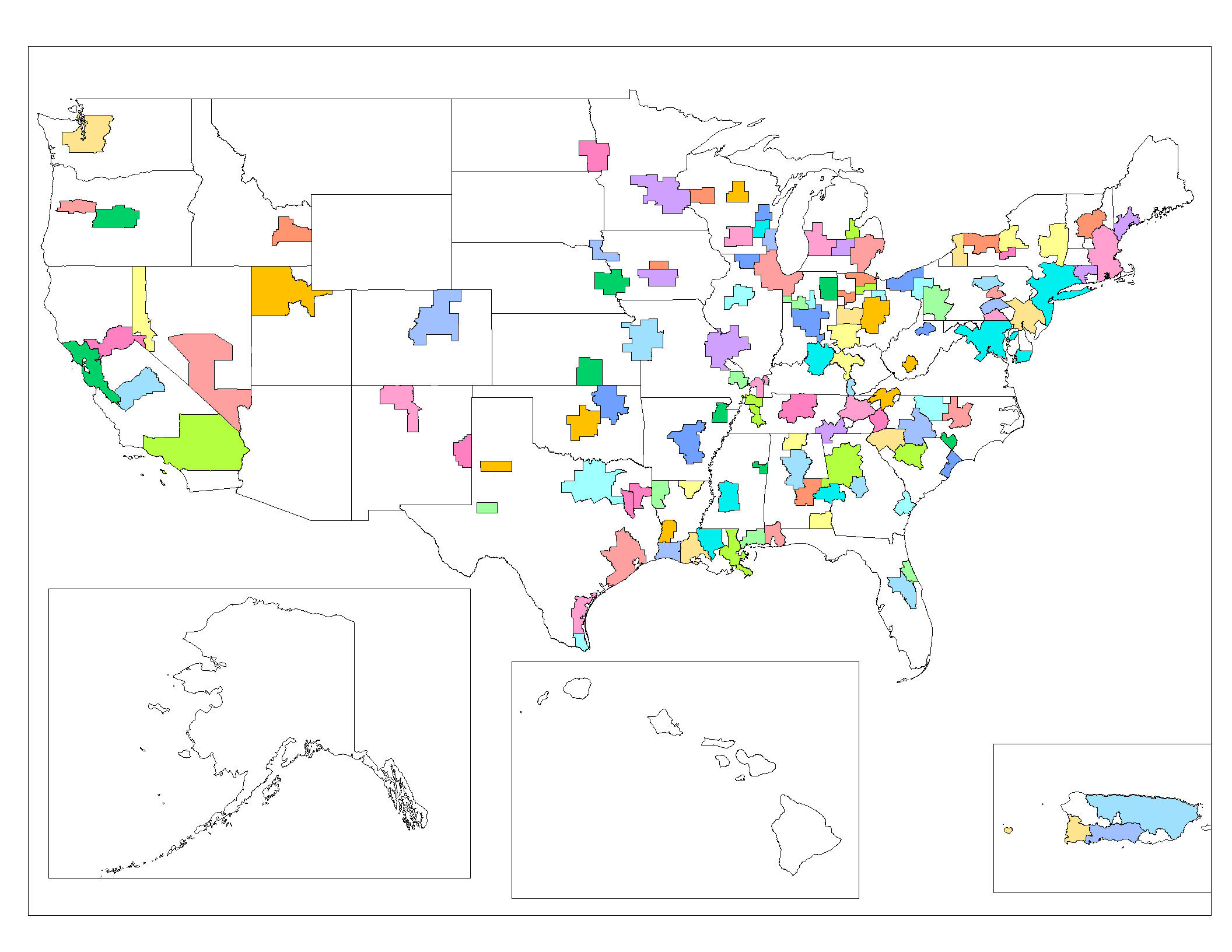
124 áreas estadísticas combinadas de los Estados Unidos.

La Oficina de Planeamiento y Presupuesto de Estados Unidos (en inglés: Office of Management and Budget) u OMB define las áreas estadísticas metropolitanas y micropolitanas. Estas áreas están constituidas por uno o más condados (o su equivalente). Las actuales áreas estadísticas metropolitanas y micropolitanas definidas como tales están basadas en la aplicación de los parámetros del año 2000 (los cuales aparecieron en el Registro Federal el 27 de diciembre de 2000) para la información del censo de 2000, actualizada por la aplicación de dichos parámetros para la estimación demográfica más reciente de la Oficina del Censo de los Estados Unidos. La información actual es de diciembre de 2006.
Si se cumplen ciertos criterios, las áreas estadísticas micropolitanas y metropolitanas, en varias combinaciones, se pueden convertir en los componentes de un nuevo conjunto de áreas llamado "áreas estadísticas combinadas". Utilizando la información de la Oficina del Censo de los Estados Unidos, la OMB compila listas de estas áreas. Las áreas combinadas conservan sus propias designaciones como áreas estadísticas metropolitanas o micropolitanas dentro del área estadística combinada más grande. Según los datos proporcionados por la OMB hasta diciembre de 2006 hay 126 áreas estadísticas combinadas.
Nótese que estas áreas representan múltiples áreas metropolitanas o micropolitanas que tienen un grado moderado de intercambio laboral.